# 베칠레오양털여우원숭이
베칠레오양털여우원숭이(Avahi betsileo)는 양털여우원숭이의 일종으로 마다가스카르 남동부의 판드리아나 지역이 원 서식지다. 몸무게는 약 1 kg이다. 털 색깔은 다른 남동부 양털여우원숭이들과 현저히 달라서, 몸의 대부분은 주로 연한 붉은 갈색을 띠며 턱과 팔다리 아래쪽은 회색을 띤다. 머리 쪽의 털은 다른 동부 지역 양털여우원숭이들 보다 많다.